# Karlo Bartolec
Karlo Bartolec (ur. 20 kwietnia 1995 w Zagrzebiu) – chorwacki piłkarz grający na pozycji obrońcy w NK Osijek.

## Życiorys
W czasach juniorskich trenował w NK Lokomotiva i Dinamie Zagrzeb. W latach 2014–2016 grał w seniorskim zespole Lokomotivy. W Prvej hrvatskiej nogometnej lidze zagrał po raz pierwszy 15 marca 2014 w przegranym 2:3 meczu z HNK Rijeka. 28 sierpnia 2016 odszedł za 600 tysięcy euro do duńskiego FC Nordsjælland. W Superligaen zadebiutował 12 września 2016 w przegranym 1:3 spotkaniu z Aarhus GF. 1 lipca 2019 został piłkarzem FC København – kwota transferu wyniosła 2,67 miliona euro. 2 sierpnia 2021 przeszedł do NK Osijek. 
W reprezentacji Chorwacji zadebiutował 15 października 2018 w wygranym 2:1 towarzyskim spotkaniu z Jordanią. Grał w nim do 64. minuty, po czym został zmieniony przez Tina Jedvaja.